# Martinot et Galland
Martinot et Galland war eine deutsche Automarke.

## Unternehmensgeschichte
Das Unternehmen Ateliers de Construction de Bitschwiller wurde 1892 in Bitschweiler im Elsass gegründet. Das Elsass gehörte damals zum Deutschen Reich. 1898 begann die Produktion von Automobilen, die 1899 endete.

## Fahrzeuge
Das einzige Modell war ein Kleinwagen, erhältlich als Zwei- und Viersitzer. Für den Antrieb sorgte ein Einzylindermotor mit 5 PS Leistung. Die Fahrzeuge hatten Drahtspeichenräder und Vollgummireifen.